# Cheminée Manapany
La cheminée Manapany est la cheminée d'une ancienne usine sucrière de l'île de La Réunion, département d'outre-mer français dans le sud-ouest de l'océan Indien. Située au 132 rue Maxime Payet à Manapany, sur le territoire communal de Petite-Île, elle est inscrite en totalité à l'inventaire supplémentaire des Monuments historiques depuis le 11 juillet 2002, ainsi que son terrain d’assiette,.